# Вулиця Пинська (Львів)
Вулиця Пинська (у деяких джерелах — Пінська) — вулиця в Личаківському районі Львова, у місцевості Знесіння. Відходить у північному напрямку від вулиці Милятинської, паралельно до вулиці Галечко, завершується глухим кутом.

## Історія та забудова
Точний час виникнення вулиці невідомий, довгий час вона існувала як бічний провулок вулиці Милятинської під назвою Милятинська бічна. Сучасну назву вулиця отримала у 1958 році, на честь білоруського міста Пінськ. У 1993 році назву вулицю уточнили на Пинську, проте старий варіант залишився у низці джерел.
Вулиця забудована приватними садибами переважно 2000-х років. Житлова забудова розташована з парного боку вулиці, з непарного — простягаються будівлі промислового призначення.
Назву Пінська з 1946 року носила також вулиця у центрі, біля вулиці Сянської, яка зникла у 1950-х роках.